# Chad Henne
Chad Steven Henne (West Reading, 2 luglio 1985) è un ex giocatore di football americano statunitense che ha militato nel ruolo di quarterback nella National Football League. Fu scelto dai Miami Dolphins nel corso del secondo giro del Draft NFL 2008. Al college ha giocato a football all'Università del Michigan.

## Carriera professionistica

### Miami Dolphins

#### 2008
Henne fu scelto dai Miami Dolphins nel secondo giro (57º assoluto) del Draft 2008. Fu il quarto quarterback chiamato, dopo Matt Ryan, Joe Flacco e Brian Brohm. Il suo tackle sinistro a Michigan, Jake Long, fu la prima scelta assoluta del draft ed avrebbe avuto nuovamente al suo fianco Henne a Miami.
Henne firmò un contratto quadriennale del valore di 3,5 milioni di dollari il 26 luglio. Dopo il training camp Henne fu nominato prima riserva del quarterback titolare Chad Pennington. Durante la seconda gara della stagione 2008, Henne fece il suo debutto nella NFL con 9.42 minuti rimanenti nella sconfitta 31–3 contro Arizona. Henne trascorse il resto della stagione in panchina giocando solo altre due gare.

#### 2009
Durante la terza partita della stagione 2009, all'inizio del terzo quarto di una gara in trasferta contro San Diego, il linebacker dei Chargers Kevin Burnett estromise Chad Pennington dalla gara con una spalle slogata e una cuffia dei rotatori strappata. Henne si alzò dalla panchina per sostituire il quarterback infortunato. Egli guidò i Dolphins a dieci punti nei venti minuti finali della gara, non lanciando alcun touchdown e venendo intercettato con un ritorno in touchdown da Eric Weddle.

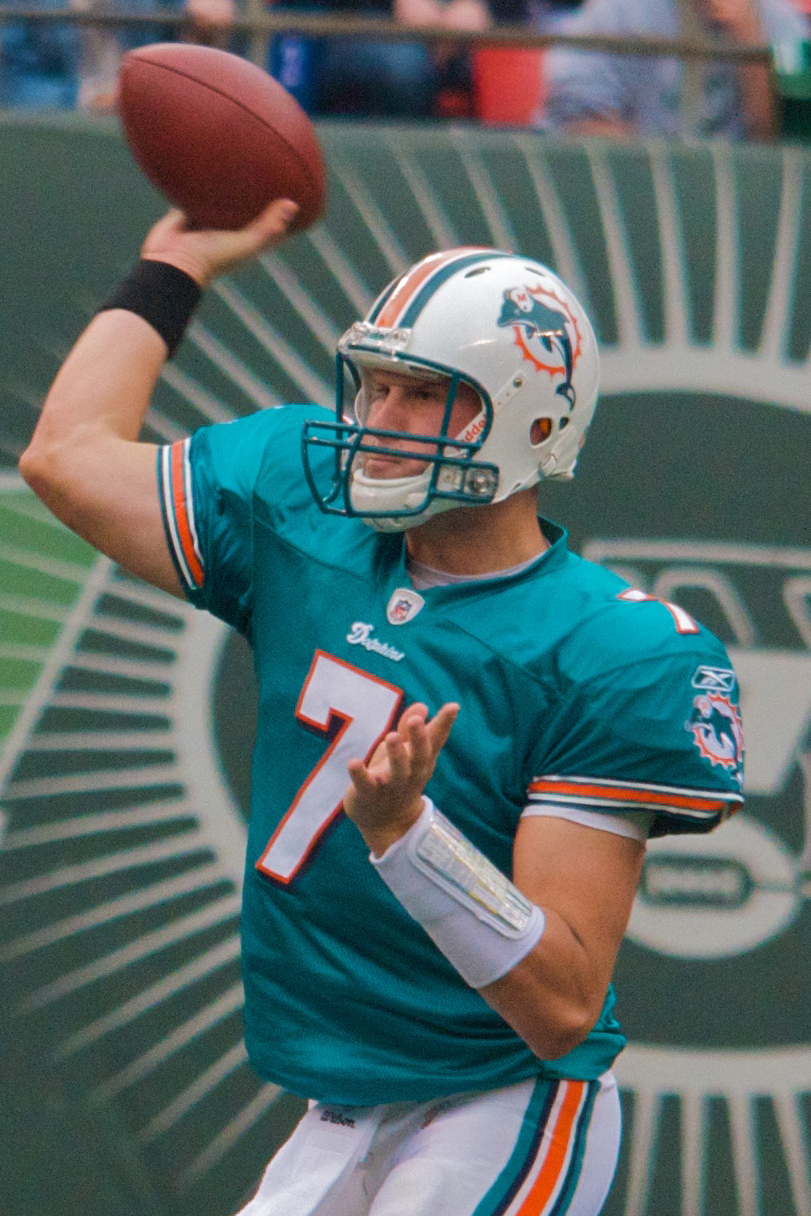
Henne nel 2009.

Dopo che tale infortunio tenne Pennington fuori per tutta la stagione, Henne giocò la prima gara da titolare il 4 ottobre 2009, contro i Buffalo Bills in casa. In quella partita passó con 14 su 22 con un touchdown nella vittoria dei Dolphins 38–10, portando la squadra sul record di 1–3.
Nella sua seconda gara da titolare, Henne guidò gli sfavoriti Dolphins alla vittoria sui New York Jets, 31–27, nel Monday Night Football. In quella gara passò con 20 su 26 per 241 yard e 2 touchdown. Questa seconda vittoria di Henne incluse anche un touchdown da 53 yard per Ted Ginn Jr.
Henne migliorò notevolmente nel corso della stagione, passando per 335 yard contro i New England Patriots nella settimana 13. Nella settimana 15 passò per 349 yard nella sconfitta in trasferta contro i Tennessee Titans. Nella settimana 16 passò per 322 yard nella sconfitta contro gli Houston Texans. Nella settimana 17 contro i Pittsburgh Steelers, Henne aveva già passato 140 yard con 16 su 20, oltre ad un touchdown ed un intercetto, ma subì un infortunio a un occhio che lo costrinse ad abbandonare la contesa.

#### 2010
Il 10 novembre 2010, dopo una partenza di 4–4 nella stagione2010, Henne perse il posto da titolare in favore di Pennington, il quale aveva guidato Miami alla vittoria della AFC East nel 2008. Il 14 novembre, durante una gara tra Dolphins e Titans, Henne sostituì nuovamente Pennington che uscì a causa di un apparente infortunio alla spalla. Durante il terzo quarto, Henne stesso si infortunò al ginocchio, venendo rimpiazzato da Tyler Thigpen. Henne ritornò in azioone nella settimana 12 contro gli Oakland Raiders vincendo 33–17. Nella settimana 13, Henne tornò ad essere improduttivo. Egli completò solo 16 passaggi su 32 a 3 giocatori nella sconfitta contro i Browns. La settimana successiva passò con 5–18 per 53 yard ed 1 touchdown nella vittoria 10–6 contro i New York Jets. Nella settimana 16, Henne giocò una buona partita contro i Buffalo Bills passando con 33–45 per 176 yard con 1 TD ed 1 intercetto. La sconfitta subita però tolse Miami dalla corsa per i playoff. Nella settimana 16, Henne affrontò i Detroit Lions giocando bene i primi tre quarti ma calando nel quarto periodo, perdendo e completando in totale 29 passaggi su 44 per 278 yard con 1 TD e 2 intercetti. Henne ebbe due possibilità nel quarto periodo di guidare il drive della vittoria ma fallì. Nell'ultima gara stagionale contro i Patriots, Henne passò con 6 su 16 per 71 yard ed un intercetto. Durante la gara fu messo in panchina due volte in favore di Tyler Thigpen. Henne terminò l'annata con 3301 yard passate, 15 TD e 19 intercetti.

#### 2011
La stagione 2011 di Henne iniziò benissimo, lanciando 416 yard col miglior passer rating in carriera di 93,6. Questi miglioramenti furono oscurati dalle 517 yard passate da Tom Brady, risultando in una sconfitta contro i New England Patriots. Fu la settima gara di tutti i tempi in cui due quarterback lanciarono più di 400 yard a testa. Domenica 2 ottobre 2011, in una gara contro i San Diego Chargers, Henne si infortunò alla spalla sinistra dopo una corsa e non fece ritorno in campo. Henne dovette essere sottoposto ad un intervento chirurgico, venendo posto in lista infortunati per il resto della stagione e venendo sostituito da Matt Moore.
I Miami Dolphins annunciarono il 21 febbraio 2012 che non avrebbero rifirmato Henne, rendendolo un free agent.

### Jacksonville Jaguars

#### 2012
Henne firmò un contratto biennale coi Jacksonville Jaguars il 14 marzo 2012. Nella sconfitta della settimana 9 contro gli Indianapolis Colts, Henne entrò nel terzo periodo al posto dell'infortunato Blaine Gabbert lanciando nel limitato tempo a disposizione 121 yard, passando l'unico touchdown segnato dai Jags e subendo un intercetto nell'ultimo drive della gara.
Henne subentrò ancora all'infortunato Gabbert nei primissimi istanti del turno successivo contro Houston. I Jaguars, la squadra col peggior record della lega, per poco non fecero lo sgambetto ai Texans, la squadra col miglior record della NFL. Tra continui ribaltamenti di fronte, Houston la spuntò ai supplementari, con Chad che giocò una grandissima gara lanciando un primato in carriera di 4 touchdown senza intercetti e 354 yard passate. A seguito di questa prova, il giocatore fu nominato quarterback titolare per la gara della settimana successiva contro i Tennessee Titans dall'allenatore Mike Mularkey. Due giorni dopo fu annunciato che Gabbert sarebbe rimasto in lista infortunati per tutto il resto della stagione.
Nella prima partita da titolare dopo 13 mesi, Henne rivitalizzò l'anemico attacco dei Jaguars interrompendo una striscia di sette sconfitte consecutive grazie a 261 yard passate e 2 touchdown, con un intercetto subito.
Nella settimana 14 l'effetto positivo prodotto dall'inserimento di Henne sembrò già essere svanito coi Jaguars che persero coi New York Jets e Cahd che passò 185 yard subendo due intercetti. La domenica successiva Henne fece il suo primo ritorno a Miami da avversario, passando 221 yard coi Jaguars che furono ancora sconfitti.
Nella settimana 16, i Jags misero in seria difficoltà i Patriots con Henne che partì alla grande ma finì la gara con tre intercetti, oltre a un touchdown e 348 yard passate. Nell'ultima gara dell'anno, Henne passò 298 yard, 2 touchdown e 3 intercetti nella sconfitta coi Titans.

#### 2013
Il 19 agosto 2013, il nuovo allenatore Gus Bradley annunciò che Blaine Gabbert sarebbe stato il quarterback titolare per la stagione 2013 dei Jaguars. Nella finale della prima gara della stagione però, Gabbert si ferì a una mano e Henne entrò al suo posto, a risultato ampiamente compromesso, completando 3 passaggi su 6 tentativi per 36 yard. A causa di tale infortunio, Henne partì come titolare nella settimana 2 contro i Raiders al posto dell'indisponibile Gabbert. In quella gara, contro i Raiders, 241 yard e un touchdown passato da Henne non riuscirono ad evitare la sconfitta. Dopo una sconfitta anche nella settimana 3 contro i Seattle Seahawks, Gabbert fu nuovamente nominato titolare per la gara della settimana 4. Questi finì per infortunarsi nuovamente nella settimana 5 contro i Rams e Henne subentrò nuovamente, passando 89 yard e un touchdown ma non riuscendo a evitare la sconfitta. Partito come titolare nella settimana 6 contro gli imbattuti Denver Broncos, Henne passò 303 yard e subì 2 intercetti in una gara meno squilibrata di quanto fosse pronosticato alla vigilia. La settimana successiva 318 yard passate non bastarono per avere ragione dei Chargers e i Jaguars rimasero ancora all'asciutto di vittorie.
La prima vittoria stagionale giunse nella settimana 10 contro i Tennessee Titans in cui Henne passò 180 yard e subì 2 intercetti e la seconda due settimane dopo in casa dei Texans in cui passò 239 yard. I Jags vinsero anche nella settimana 13 contro i Browns con Henne che terminò la gara con 195 yard passate, 2 touchdown e un intercetto. Il sorprendente cambio di rotta del club continuò anche nella settimana successiva in cui Jacksonville vinse la quarta gara stagionale, ancora alle spese di Houston. Henne terminò con 117 yard passate e due touchdown.

#### 2014

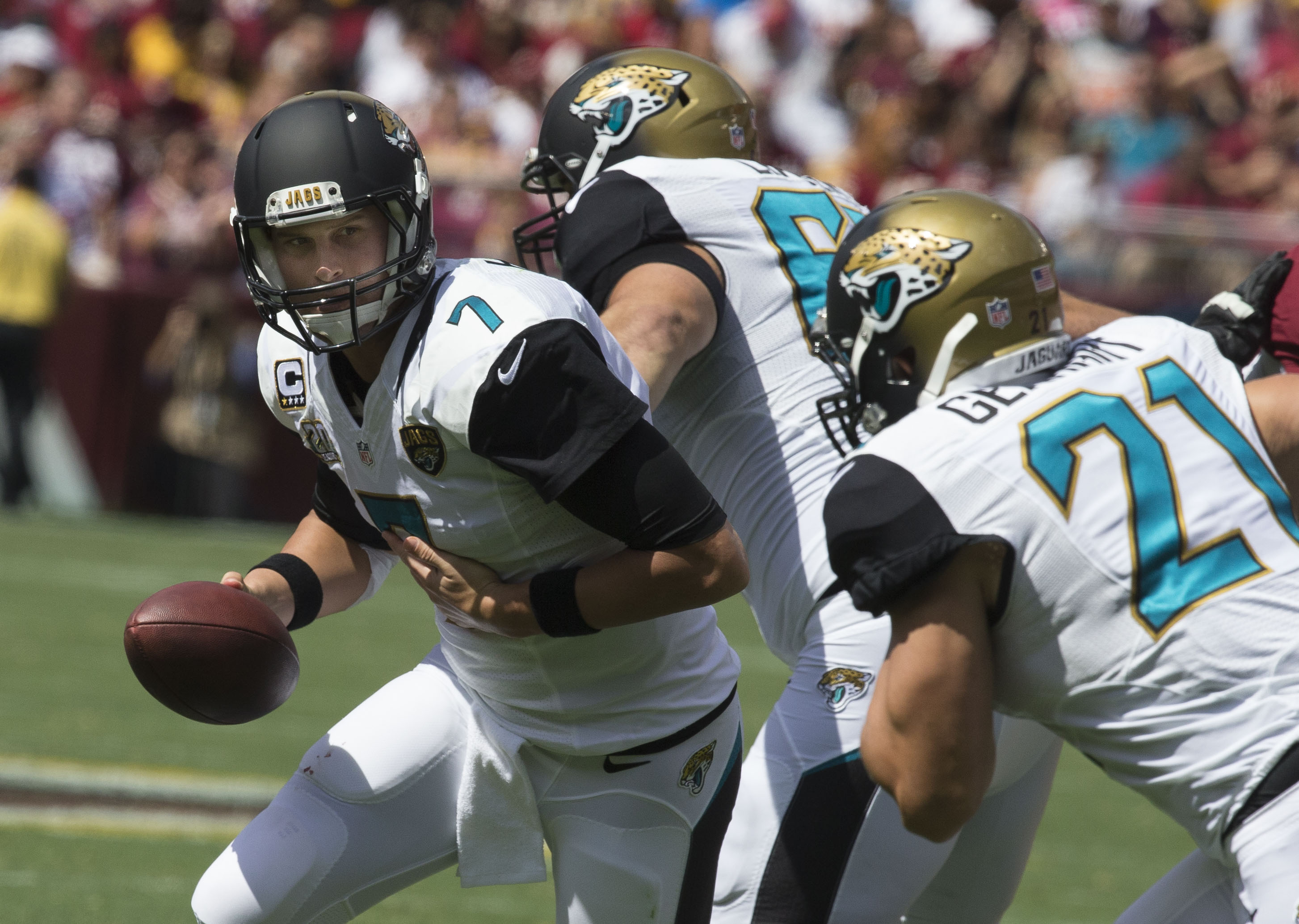
Henne nella settimana 2 della stagione 2014.

Il 7 marzo 2014, Henne firmò un rinnovo contrattuale coi Jaguars della durata di due anni del valore di 15 milioni di dollari, 4,5 milioni dei quali garantiti. Nel Draft 2014, la franchigia scelse come terzo assoluto il quarterback Blake Bortles ma, desiderando inserirlo gradualmente nelle rotazione della squadra, confermarono Henne titolare per la prima settimana della stagione regolare. Lì la sua squadra fece tremare gli Eagles portandosi in rapidamente in vantaggio per 17-0, con Henne che passò due touchdown al rookie non scelto nel Draft Allen Hurns. I Jaguars però non segnarono più e nel secondo tempo collassarono perdendo 34-17. Dopo una pesante sconfitta coi Redskins, nella settimana 3 i Jaguars si trovarono in svantaggio per 30-0 Colts alla fine del primo tempo, con un inefficace Henne che fu sostituito da Bortles, il quale a fine partita fu nominato nuovo titolare di Jacksonville.

### Kansas City Chiefs
Nel 2018 Henne firmò con i Kansas City Chiefs. L'anno successivo vinse il Super Bowl LIV come terzo quarterback nelle gerarchie della squadra dietro a Patrick Mahomes e Matt Moore, senza mai scendere in campo.
Nell'ultimo turno della stagione 2020, con i Chiefs già sicuri del miglior record della NFL, Henne disputò la prima gara come titolare dal 2014 passando 218 yard e 2 touchdown nella sconfitta contro i Los Angeles Chargers. Nel divisional round dei playoff subentrò nel secondo tempo all'infortunato Mahomes portando la squadra a impedire il tentativo di rimonta dei Cleveland Browns con un paio di giocate chiave e andando a vincere per 22-17. La sua partita terminò con 66 yard passate e un intercetto subito.
Nel divisional round dei playoff 2022 Mahomes si infortunò a una caviglia e fu costretto a uscire nel secondo quarto della gara contro i Jaguars. Henne gli subentrò guidando un lungo drive da 98 yard concluso con un passaggio da touchdown per Travis Kelce. Mahomes tornò in campo all'inizio del secondo tempo e Henne chiuse la partita con 5 passaggi completati su 7 tentativi per 23 yard. Il 12 febbraio 2023, subito dopo la vittoria del suo secondo Super Bowl contro i Philadelphia Eagles, Henne annunciò il suo ritiro.

## Palmarès
- Super Bowl : 2

Kansas City Chiefs: LIV, LVII
- American Football Conference Championship: 3

Kansas City Chiefs: 2019, 2020, 2022